# Макгрегор (Техас)
Макгрегор (англ. McGregor) — місто (англ. city) в США, в округах Макленнан і Кор'єлл штату Техас. Населення — 5321 особа (2020).

## Географія
Макгрегор розташований за координатами 31°25′9″ пн. ш. 97°25′41″ зх. д. / 31.41917° пн. ш. 97.42806° зх. д. (31.419247, -97.427968).  За даними Бюро перепису населення США в 2010 році місто мало площу 55,49 км², уся площа — суходіл.

## Демографія
Згідно з переписом 2010 року, у місті мешкало 4987 осіб у 1748 домогосподарствах у складі 1244 родин. Густота населення становила 90 осіб/км².  Було 1966 помешкань (35/км²).
Расовий склад населення:
| - 68,3 % — білих - 8,7 % — чорних або афроамериканців - 1,1 % — корінних американців - 0,2 % — азіатів - 18,6 % — осіб інших рас |

До двох чи більше рас належало 3,1 %. Частка іспаномовних становила 37,1 % від усіх жителів.
За віковим діапазоном населення розподілялося таким чином: 29,1 % — особи молодші 18 років, 55,1 % — особи у віці 18—64 років, 15,8 % — особи у віці 65 років та старші. Медіана віку мешканця становила 34,4 року. На 100 осіб жіночої статі у місті припадало 92,0 чоловіків;  на 100 жінок у віці від 18 років та старших — 85,1 чоловіків також старших 18 років.
Середній дохід на одне домашнє господарство  становив 53 430 доларів США (медіана — 39 898), а середній дохід на одну сім'ю — 64 988 доларів (медіана — 44 667). Медіана доходів становила 33 980 доларів для чоловіків та 30 206 доларів для жінок. За межею бідності перебувало 16,9 % осіб, у тому числі 24,7 % дітей у віці до 18 років та 13,6 % осіб у віці 65 років та старших.
Цивільне працевлаштоване населення становило 2319 осіб. Основні галузі зайнятості: освіта, охорона здоров'я та соціальна допомога — 22,1 %, будівництво — 18,1 %, виробництво — 13,5 %, роздрібна торгівля — 12,9 %.